# 무송 유씨
무송 유씨(茂松庾氏)는 전북특별자치도 고창군을 관향으로 하는 한국의 성씨이다. 시조 유녹숭(庾祿崇)이 1103년(고려 숙종 8년) 상서좌복야(尙書左僕射) 참지정사(參知政事)에 올랐다.

## 역사
평산 유씨(平山 庾氏) 시조 유금필(庾黔弼)이 왕건을 도와 고려의 삼한통일에 공을 세워 삼중대광통합삼한익찬공신(三重大匡統合三韓翊贊公臣)에 봉해졌다.
5세손 유녹숭(庾祿崇, 1035년 ~ 1114년)은 무송현(茂松縣) 출신으로 1099년(고려 숙종 4년) 우산기상시(右散騎常侍)로 임명되었고, 숙종 때 남경(南京)으로 수도를 옮기고자 할 때 좌산기상시로서 유신(柳伸)과 더불어 반대하였다. 1102년 지서북면병마사(知西北面兵馬使)를 거쳐 추밀원사 겸 태자빈객(樞密院使兼太子賓客)이 되었다. 1103년(숙종 8) 상서좌복야(尙書左僕射) 참지정사(參知政事)에 오르고, 예종 때 참지정사로 치사(致仕)하였다. 시호는 안정(安貞)이다.

## 본관
무송(茂松)은 전북특별자치도 고창군 무장면(茂長面)·성송면·대산면 일대의 고려시대 지명이다. 본래 백제의 송미지현(松彌知縣)이었는데, 757년(신라 경덕왕 16)에 무송현(茂松縣)으로 고쳤으며, 1417년(조선 태종 17)에 장사현(長沙縣)과 통합하여 무장현(茂長縣)으로 개편하였다. 《세종실록지리지》에 무송(茂松)의 성으로 윤(尹)·유(庾) 2성이 기록되어 있다. 1895년 무장군으로 개편되었으나, 1914년 무장군이 폐지되고 고창군에 편입되었다.

## 과거 급제자
무송 유씨는 조선시대 문과 급제자 3명을 배출하였다.
고려 문과
유경현(庾敬玄) 유규(庾珪) 유석(庾碩) 유정(庾靖) 유필(庾弼)
문과
유득화(庾得和) 유순도(庾順道) 유지(庾智)
무과
유경탁(庾景倬) 유급(庾岌)
생원시
유복렬(庾馥烈) 유식(庾軾) 유용(庾容) 유장원(庾長源) 유지(庾智)
유진한(庾鎭韓)
진사시
유성렬(庾聖烈) 유장경(庾長卿) 유핵(庾翮)
역과
유응창(庾應昌)
의과
유재희(庾在喜) 유태현(庾台鉉)

## 인구
- 2000년 12,464명
- 2015년 무송 유씨 12,459명 + 무장 유씨 453명 = 12,912명

## 같이 보기
- 평산 유씨
- 무송 윤씨